# Nestos
Die Mesta (bulgarisch Места), oder der Nestos (griechisch Νέστος) ist ein Fluss in Bulgarien und Nordgriechenland und zählt zu den fünf großen Flüssen in Griechenland und in Bulgarien. In Griechenland markiert er gegenwärtig die Grenze zwischen der geographischen Region Makedonien im Westen und Thrakien im Osten.
Die Länge des Nestos beträgt 230 bis 243 km (je nach Längenberechnung), davon entfallen 104 bis 130 km auf Griechenland und 113 bis 126 km auf Bulgarien. Der Nestos entspringt im Bergmassiv Rila in Bulgarien im Norden und mündet im Süden in die Ägäis (genauer ins Thrakische Meer) in Form eines Deltas nördlich der Insel Thasos. Er durchfließt in Nord-Süd-Richtung zunächst die Gebirgszüge der westlichen Rhodopen und des Falakro. In Bulgarien bildet der Lauf des Nestos Täler im Rila- und Pirin-Gebirge. Der wichtigste Nebenfluss ist der Dospat.
Entlang des Nestos finden sich viele besondere Ökosysteme. Das Flussdelta des Nestos ist ein Hydrobiotop mit Schwemmland, Süßwasserseen und Lagunen. Insbesondere aufgrund seiner Vogelfauna mit 300 Vogelarten ist es ein Schutzgebiet in Form eines Nationalparks, welcher auch die östlich gelegenen Seen Vistonida und Ismarida umschließt. Das Delta erstreckt sich in West-Ost-Richtung von Nea Karvali in der Nähe Kavalas bis nach Avdira bzw. Abdera, in Nord-Süd-Richtung von der Höhe der Stadt Chrysoupoli aus bis an die Küste.
Von Bedeutung ist auch der Flusswald an den Ufern des Nestos. Bis zur Mitte des 20. Jahrhunderts wurden sehr große Teile der ursprünglichen Fläche dieser Flusswälder vernichtet, vorwiegend durch Einwirkung des Menschen. Lediglich 4500 Morgen Fläche verbleiben heute auf beiden Seiten des Nestos und stehen unter Naturschutz.
In seinem griechischen Verlauf wird der Nestos zum Thissavros-Stausee (172 m hoher Damm auf 480 m Höhe über N.N.) und drei weiteren Stauseen aufgestaut.
Der Fluss ist Namensgeber für den Mesta Peak, einen Berg auf der Livingston-Insel in der Antarktis.

## Film
- Andreas Schulze: Lagunen, Dünen, Urwälder: Im griechischen Nestos-Delta, ISBN 978-3-89763-799-3.